# 한국외식경영학회
한국외식경영학회는 외식산업의 이론, 정책, 현황 등에 관한 연구 및 학술과 산업을 연계시켜 외식산업의 발전에 기여 목적으로 2003년 6월 27일 설립된 대한민국 농림축산식품부 소관의 사단법인이다. 사무실은 서울특별시 종로구 홍지문2길 20, 자하관 505-1호 (홍지동, 상명대학교)에 있다.

## 주요 사업
- 외식관련 학술연구와 발표
- 학술지 연구자료의 출판, 학술세미나 개최
- 외식경영대상 시상